# Ponte Rodoferroviária Rollemberg-Vuolo
A Ponte Rodoferroviária Rollemberg-Vuolo, também conhecida como Ponte Rodoferroviária Sobre o Rio Paraná, é obra de engenharia multimodal, inaugurada em 29 de maio de 1998 pelo presidente Fernando Henrique Cardoso, após investimentos de R$ 550 milhões. É ponte mista que serve para travessia de pedestres, ciclistas, motocicletas, automóveis e composições ferroviárias. Liga os estados brasileiros de Mato Grosso do Sul e São Paulo no traçado da rodovia federal BR-436, transpondo o rio Paraná e unindo a cidade sul-matogrossense de Aparecida do Taboado à cidade paulista de Rubinéia.
Três modais de transporte foram criados pela ponte: na parte superior, circulam veículos rodoviários; na parte inferior, os trens de carga; e, debaixo dela, as barcaças que percorrem a hidrovia com carregamento de cargas. 
A rápida travessia rodoviária da ponte, de menos de cinco minutos, substituiu as pesadas balsas, que podiam levar até uma hora e meia de percurso, quando o clima permitia. A ponte interligou cidades das divisas dos estados de Mato Grosso do Sul e São Paulo, intensificando entre elas o intercâmbio comercial e turístico. Com a inauguração da ponte em 1998, desativou-se o Porto Presidente Vargas, que operava a travessia das balsas através do rio Paraná.  
Sua construção possibilitou a conclusão da ferrovia Ferronorte, que liga a malha ferroviária do estado de São Paulo à cidade de Alto Taquari, no estado de Mato Grosso, permitindo o escoamento da produção de grãos de parte do Centro-Oeste brasileiro. 
A parte rodoviária da ponte homenageia o deputado Roberto do Valle Rollemberg e a parte ferroviária, o senador Vicente Emílio Vuolo, pois foram ambos os parlamentares os mais destacados defensores de sua construção.

## História
Em 1901, a construção da ponte foi defendida por Euclides da Cunha, quem enxergava na antiga Estrada Boiadeira do Taboado, que interligava Jaboticabal ao antigo Porto Taboado, um importante eixo de integração e desenvolvimento nacional. Registrou então o escritor: "se isto (a construção da ponte) não acontecer, nos faltarão um grande engenheiro, um grande ministro e um grande chefe de Estado".
Iniciada em 1991, por decisão do então governador de São Paulo, Orestes Quércia, após muitos adiamentos, a construção da ponte ficou a cargo da construtora brasileira Constran. As obras foram paralisadas em 1995, em consequência de restrições orçamentários do governo federal, suscitando protestos que culminaram com o lançamento de manifesto do ex-senador Vicente Emilio Vuolo, sob o título "Paralisar a Ponte Rodoferroviária é um Crime Doloso", que obteve repercussão na Câmara dos Deputados. Restabelecida a construção, a ponte foi inaugurada em 29 de maio de 1998 pelo presidente Fernando Henrique Cardoso.   

## Informações técnicas
Foi a primeira ponte construída no Brasil com sistema intermodal rodoviário e ferroviário integrado, com estrutura metálica de 2,6 mil metros. Foi consumida na construção cerca de 60 mil metros cúbicos de concreto, tendo sido usados 25 mil metros cúbicos apenas na execução da fundação, constituída por tubulações com até 55 metros de coluna d'água. A construção enfrentou diversas dificuldades operacionais, como ventos fortes, variações de profundidade e a presença no leito do rio de rochas extremamente resistentes a perfuração. 
Possui quatro faixas de rolamento para veículos rodoviários na parte superior, duas em cada sentido, ligando as rodovias Euclides da Cunha (SP-320) e BR-436, sendo importante ligação entre as regiões Sudeste e Centro-Oeste do Brasil. Na parte inferior possui uma via ferroviária. As faixas rolantes da pista superior são divididas no centro da ponte pelas rodovias SP-320 e BR-436.
Sua extensão total é de 3.700 metros, sendo portanto a maior ponte fluvial brasileira. Cada vão possui 100 metros de extensão. Na sua construção foi utilizada uma plataforma flutuante alemã.
Nessa obra, foi utilizado pela primeira um sistema de alerta de tempestades. O meteorologista responsável, mais conhecido como o "homem do tempo", se chamava Nilo José do Nascimento Franco. Esse monitoramento permitiu que a obra fosse concluída sem que houvesse registro de acidentes de trabalho. 
Os serviços de manutenção e segurança nas estruturas da ponte são de responsabilidade da Agência Nacional de Transportes Terrestres, enquanto os mesmo serviços relativos às parte ferroviária são mantidos em regime de concessão pela empresa ALL Rumo. 